# NGC 5858
NGC 5858 est une galaxie elliptique située dans la constellation de la Balance. Sa vitesse par rapport au fond diffus cosmologique est de 2 299 ± 23 km/s, ce qui correspond à une distance de Hubble de 33,9 ± 2,4 Mpc (∼111 millions d'al). NGC 5858 a été découverte par l'astronome américain Edward Singleton Holden en 1882.